# 깊은손가락굽힘근
깊은손가락굽힘근(flexor digitorum profundus) 또는 심지굴근(深指屈筋)은 아래팔의 근육으로 손가락을 굽히는 작용을 한다. 손에 작용하지만 근육의 힘살은 아래팔에 위치하기 때문에 손의 바깥기원근육으로 분류된다.
긴엄지굽힘근, 네모엎침근과 함께 깊은손가락굽힘근은 아래팔앞칸의 깊은층을 구성한다.

## 구조
깊은손가락굽힘근의 이는곳은 자뼈 몸통의 앞쪽과 안쪽 표면의 위쪽 3/4, 뼈사이막, 아래팔의 깊은근막이다. 근육에서는 네 개의 힘줄(각각 하나씩 둘째부터 다섯째 손가락으로 향함)이 나와 먼쪽손가락뼈의 바닥으로 닿는다. 이 힘줄들은 얕은손가락굽힘근의 힘줄들과 마찬가지로 아래팔을 내려가 손목굴을 지난다. 둘째 손가락으로 가는 힘줄은 아래팔 먼쪽에서 먼저 나누어지지만 나머지 세 개의 힘줄들은 손바닥에 이를 때까지 성긴결합조직으로 연결되어 있다.
깊은손가락굽힘근은 얕은손가락굽힘근보다 깊게 위치하지만 더 먼쪽까지 닿는다. 따라서 깊은손가락굽힘근의 힘줄은 얕은손가락굽힘근의 힘줄을 뚫고 지나가 먼쪽손가락뼈까지 가서 붙는다.
손의 벌레근은 깊은손가락굽힘근 힘줄의 노쪽 측면에서 시작된다.

### 신경 분포
깊은손가락굽힘근은 앞뼈사이신경과 자신경이 분포하는 복합근육이다.
- 안쪽(넷째와 다섯째 손가락을 굽히는 부분)에는 자신경(C8, T1)이 분포한다.[3][4][5]
- 가쪽(둘째와 셋째 손가락을 굽히는 부분)에는 정중신경,[3][5][6] 특히 앞뼈사이신경(C8, T1)이 분포한다.[7]

아래팔의 굽힘근 중 정중신경이 근육에 분포하는 유일한 신경이 아닌 경우는 깊은손가락굽힘근과 자쪽손목굽힘근뿐이다. 아래팔에서 정중신경은 얕은손가락굽힘근과 깊은손가락굽힘근 사이에서 주행한다.
한편 이러한 신경 분포 때문에 정중신경을 검사할 때는 둘째 손가락을, 자신경을 검사할 때는 다섯째 손가락을 이용할 수 있다.

### 변이
둘째 손가락으로 가는 힘줄이 종종 독립적인 힘살을 가지는 경우가 있다.

## 기능
깊은손가락굽힘근은 손목(손목뼈중간관절), 손허리손가락관절, 손가락뼈사이관절의 굽힘근이다. 특히 깊은손가락굽힘근은 먼쪽손가락뼈사이관절을 굽힐 수 있는 유일한 근육이다. 손의 자체기원근육인 벌레근은 깊은손가락굽힘근의 힘줄에 붙어 있다. 따라서 굽힘근들은 벌레근이 손가락뼈사이관절의 폄근 역할을 하는 것을 도울 수도 있다. 벌레근이 손의 손바닥 쪽에서 시작하여 등쪽 널힘줄에 닿기 때문에, 손가락을 완전히 펴고 손허리손가락관절을 굽히기 위해 깊은손가락굽힘근으로부터 힘이 전달된다.
더 먼쪽의 관절들에서 깊은손가락굽힘근에 의해 만들어지는 장력은 손목의 위치에 따라 달라진다. 손목의 굽힘이 일어나면 그 지점에서 근육이 짧아지게 만들어 더 먼쪽에서 생성되는 장력이 감소한다. 만일 손목이 완전히 굽혀진 상태라면 손가락을 완전히 굽히는 것이 어려워진다.

## 다른 동물들에서
많은 영장류에서 깊은손가락굽힘근은 긴엄지굽힘근과 섞인다. 사람과에 속하는 영장류에서는 깊은손가락굽힘근의 힘살이 각각 분리된 힘줄을 가진다. 긴팔원숭이과의 경우 깊은손가락굽힘근과 긴엄지굽힘근의 힘살이 나누어져 있으나, 구세계원숭이에서는 두 근육이 손목굴을 지나서야 나누어진다. 개코원숭이의 깊은손가락굽힘근은 손가락 간의 구별이 덜 되어 있어 개코원숭이들이 각각의 손가락을 따로따로 조절하기 어렵게 만든다.

## 추가 이미지
- 왼쪽 아래팔 깊은층의 근육들을 앞에서 본 모습
- 아래팔 중간의 단면
- 아래팔 뒤쪽의 깊은층 근육들
- 노뼈와 자뼈 먼쪽에서의 단면
- 손목과 손가락에서의 단면
- 손목과 손가락 앞쪽의 힘줄윤활집
- 자동맥과 노동맥. 깊은쪽에서의 모습.
- 손가락의 힘줄들. 깊은손가락굽힘근은 우측 하단에 표시되어 있다.
- 깊은손가락굽힘근
- 깊은손가락굽힘근
- 깊은손가락굽힘근
- 깊은손가락굽힘근
- 깊은손가락굽힘근
- 깊은손가락굽힘근
- 깊은손가락굽힘근
- 깊은손가락굽힘근
- 깊은손가락굽힘근

## 같이 보기
- 저지 손가락(영어판) - 깊은손가락굽힘근 힘줄의 파열로 인한 질환
- 가락굽힘근

## 참고 문헌
- Platzer, Werner (2004). 《Color Atlas of Human Anatomy, Vol. 1: Locomotor System》 5판. Thieme. ISBN 3-13-533305-1.
- Tocheri, MW; Orr, CM; Jacofsky, MC; Marzke, MW. (April 2008). “The evolutionary history of the hominin hand since the last common ancestor of Pan and Homo”. 《J. Anat.》 212 (4): 544–62. doi:10.1111/j.1469-7580.2008.00865.x. PMC 2409097. PMID 18380869. (Abstract, PubMed) (PDF 보관됨 2013-12-09 - 웨이백 머신, Smithsonian)